# Carlos Futura
Carlos Futura ist das Pseudonym der beiden Komponisten und Musiker Christian Bruhn und Klaus Netzle. Sie brachten im Jahre 1979 unter diesem Namen zwei Synthesizer-Alben mit neu arrangierten Kompositionen von Johann Sebastian Bach heraus.

## Alben
- 1979: Bach for Computers
- 1979: Sound Fantasy